# Dona Emma
Dona Emma is een gemeente in de Braziliaanse deelstaat Santa Catarina. De gemeente telt 3.583 inwoners (schatting 2009).

## Aangrenzende gemeenten
De gemeente grenst aan José Boiteux, Presidente Getúlio, Rio do Oeste, Taió en Witmarsum.